# Andrzej Wosiński
Andrzej Wosiński (ur. 27 sierpnia 1951 w Łodzi) – polski prawnik, adwokat, od 2007 do 2015 członek Trybunału Stanu.

## Życiorys
W 1973 ukończył studia prawnicze na Uniwersytecie Łódzkim. W 1975 zdał egzamin sędziowski, następnie również adwokacki. W 1979 rozpoczął praktykę w tym zawodzie. Współpracował z Klubem Inteligencji Katolickiej. Przez dwie kadencje zasiadał w Okręgowej Radzie Adwokackiej w Łodzi, przez jedną był członkiem NRA. W czasie stanu wojennego był obrońcą w ponad 20 procesach politycznych.
14 listopada 2007 Sejm VI kadencji wybrał go na członka Trybunału Stanu (z rekomendacji posłów Platformy Obywatelskiej). 17 listopada 2011 Sejm VII kadencji również powierzył mu tę funkcję.